# Bitka za Ljubljano (1442)
Bitka za Ljubljano je bilo neuspešno obleganje Ljubljane s strani celjskih grofov v sklopu celjsko-habsburške vojne. 

## Zgodovina
Po končanem prvem delu vojne in preteklem premirju so Celjani v aprilu ali maju zbrali novo vojsko ter se odpravili nad Ljubljano. Celjsko vojsko je vodil Ulrik II. Celjski, sin celjskega grofa Friderika II., pri čemer se mu je pridružil tudi vojvoda Albreht Habsburški, ki se je obrnil proti svojemu bratu, cesarju Frideriku III. Habsburškemu.
Celjani so bili dobro pripravljeni za obleganje, saj so s seboj pripeljali težke oblegovalne stroje, možnarje, topove in puške kremenjače. Kljub temu pa ljubljansko obzidje ni popustilo, zaradi česar so Celjani na kresni večer ob dnevu sv. Janeza Krstnika (24. junija) prekinili obleganje in se preusmerili proti Novemu mestu. Po več kot enomesečnem obleganju so Celjani tako opustili obleganje, porušili Apfaltrerjev stolp (v lasti mestnega glavarja in poveljnika obrambe Jurija Apfaltrerja) in opustošili okolico mesta. V kroniki celjskih grofov je tako zapisano: Item es kam ein ritter gennadt Jörg Apfaltrer gen Laibach in die stadt, als man sich dafür schlug; der was hauptmann darin. Der hett einen thurn vor der stadt Laibach gelegen; der ward angewunnen und gantz ausgebrandt und etwo viel angebrochen ...
Za zasluge in uspešno obrambo je cesar Friderik podelil meščanom privilegija: pri pečatenju so lahko uporabili rdeči vosek ter za vse večne čase je bil meščanom odpuščen hišni davek (veljal le za lastnike obstoječih hiš, pri čemer so v zameno morali enkrat letno plačati t. i. patidenk krajcar).